# Liga Premier Filipina
La Liga Premier Filipina fue la primera división de fútbol en Filipinas aprobada por la Federación Filipina de Fútbol y organizada por el Grupo Triple CH; la cual reemplazó a la Philippines Football League como la máxima categoría de fútbol en el país. Sin embargo decidieron revivir la Philippines Football League en mayo de 2019.

## Historia
La liga fue creada a finales de 2018 luego de que la Philippines Football League fuera desaparecida por problemas financieros y de logística en los equipos participantes; así como otros problemas relacionados como la carencia de un patrocinador, limitada asistencia a los partidos, pocos ingresos y no tener cobertura televisiva en la última temporada de la liga.
La nueva liga tiene como objetivo ser conocida como la nueva liga neutral independiente con el fin de desarrollar el fútbol en el país, que a diferencia de la Philippines Football League, tiene como objetivo concentrar los partidos en el área metropolitana de Manila y no de ser a partidos de ida y vuelta, aunque si se da el apoyo de un patrocinador para la liga que genere bastantes ingresos, se podrán sacar los partidos de Manila y que se juegue en ciudades alejadas como Cebú.

## Equipos
La liga tiene previsto comenzar en marzo de 2019, y se da el caso del Davao Aguilas FC que decidió no participar en la liga por disputas con la organización de la liga, por lo que se ha confirmado la participación de cinco equipos:
- Ceres-Negros F.C.
- Global Cebu FC
- JPV Marikina FC
- Kaya FC–Iloilo
- Stallion Laguna FC

Green Archers United ha mostrado interés de unirse a la liga. La PFF trabaja para convencer al otro equipo de Cebú (Leylam FC) de unirse a la liga.